# リテラ・クレア証券
リテラ・クレア証券株式会社（りてら・くれあしょうけん、Retela Crea Securities Co., Ltd.）は、東京都中央区に本社を置く日本の証券会社。
メインバンクはみずほ銀行。2013年に大和証券グループ本社が株式公開買付けを行い、当社を関連会社としている。

## 沿革
- 1916年（大正5年）- 今川保太郎商店として創業。
- 1920年（大正9年）- 株式会社今川商店設立[2]。
- 1947年（昭和22年）- 三澤屋証券株式会社設立。
- 1948年（昭和23年）- 今川證券株式会社に商号変更。
- 1999年（平成11年）4月 - 今川證券と三澤屋証券が合併し、今川三澤屋証券となる
- 2001年（平成13年）5月 - 商号をリテラ・クレア証券に変更
- 2003年（平成15年）7月 - 作為的相場を形成させるべき有価証券の売買取引により、関東財務局から業務停止を伴う行政処分を受ける（外部リンク参照）
- 2006年（平成18年）
  - 3月 - 東京金融先物取引所の為替証拠金取引参加者および為替証拠金清算参加者となる
  - 5月 - 取引所為替証拠金取引「くりっく365」の取扱いを開始
- 2007年（平成19年）9月 - 金融商品取引法に基づく金融商品取引業者としての登録を受ける
- 2013年（平成25年）
  - 1月 - 大和証券グループ本社による株式の公開買付けを発表[3]
  - 3月 - 公開買付けの結果、大和証券グループ本社が株式の過半数を取得[4]
  - 6月 - インターネット事業（オンライントレード）を吸収分割により立花証券へ承継[5][6]

## 店舗
店舗数は本支店6店舗
- 本店 - 東京都中央区京橋一丁目2番1号
- 上尾支店 - 埼玉県上尾市仲町一丁目7番26号
- 大阪支店 - 大阪府大阪市北区曽根崎新地一丁目4番12号
- 姫路支店 - 兵庫県姫路市駅前町330番地
- 敦賀支店 - 福井県敦賀市呉竹町二丁目8番20-1号
- 豊岡支店 - 兵庫県豊岡市元町1番6号